# 2014年ソチオリンピックのイギリス領ヴァージン諸島選手団
2014年ソチオリンピックのイギリス領ヴァージン諸島選手団（2014ねんソチオリンピックのイギリスりょうヴァージンしょとうせんしゅだん）は、2014年2月7日から23日までロシアのソチで開催された2014年ソチオリンピックイギリス領ヴァージン諸島選手団の名簿。

## 選手団
- 人員: 選手 1人
- 開会式旗手: ピーター・クルック

## フリースタイルスキー
- ピーター・クルック

男子ハーフパイプ (27位、25.20)